# Kōichi Satō (Skispringer)
Kōichi Satō (jap. 佐藤 耕一, Satō Kōichi; * 21. September 1931 in der Präfektur Hokkaidō) ist ein ehemaliger japanischer Skisportler, der in der Nordischen Kombination und im Skispringen aktiv war.

## Werdegang
Satō wurde 1955 in Sapporo japanischer Meister in der Nordischen Kombination. Er startete bei den Olympischen Winterspielen 1956 in Cortina d’Ampezzo im Skispringen wie auch in der Kombination. Bei den Spezialspringern landete er von der Normalschanze nach Sprüngen auf 68 und 66 Meter auf dem 36. Platz. Im Gundersen-Einzel der Nordischen Kombination lag er nach dem Springen auf Rang 23, fiel aber im Skilanglauf über 18 km auf den 35. Platz zurück.
Bei den japanischen Meisterschaften 1959 in Ōwani gewann er zudem den Einzeltitel von der Normalschanze.
Bei den Olympischen Winterspielen 1960 in Squaw Valley startete Satō nur noch bei den Spezialspringern. Dabei erreichte er von der Normalschanze Rang 22.